# Darkstep
Darkstep är en musikgenre av elektronisk musik som kan ses som en subgenre till drum and bass. Innehåller ofta dissonanta tonarter, avsaknad av melodi och basen är ofta distorterad. Ljudbilden är mörk och förvrängd.
Tempot är som i vanlig drum'n'bass men kan upplevas som snabbare eftersom trummorna innehåller färre volymskiftningar och mer än sällan är högkomprimerade.